# Paulo César de Oliveira
Paulo César de Oliveira (São Paulo, 1973. december 16. –) brazil nemzetközi labdarúgó-játékvezető, a Globo hírcsatorna kommentátora.

## Pályafutása

### Nemzeti játékvezetés
A játékvezetői vizsgát 1996-ban tette le, ezt követően a Federação Paulista de Futebol körzeti bajnokságaiban (Serie 1D; Serie C és B) kezdte szolgálatát. Nemzeti labdarúgó-szövetségének megfelelő játékvezető bizottságai extra minősítése alapján jutott a legmagasabb osztályba. 1997-ben lett a Brasileirão játékvezetője. A küldési gyakorlat szerint rendszeres 4. bírói szolgálatot is végez. A nemzeti játékvezetéstől 2014-ben vonult vissza. Első ligás mérkőzéseinek száma: 270.

### Nemzetközi játékvezetés
A Brazil labdarúgó-szövetség Játékvezető Bizottsága (JB) terjesztette fel nemzetközi játékvezetőnek, a Nemzetközi Labdarúgó-szövetség (FIFA) 1999-től tartja nyilván bírói keretében. A FIFA JB központi nyelvei közül a spanyolt beszéli. A COMNEBOL JB elit kategóriás bírója. Több nemzetek közötti válogatott, valamint Copa Libertadores és Copa Sudamericana klubmérkőzést vezetett, vagy működő társának 4. bíróként segített. A nemzetközi játékvezetéstől 2014-ben búcsúzott.

#### Labdarúgó-világbajnokság

##### U17-es labdarúgó-világbajnokság
Trinidad és Tobago rendezte a 9., a 2001-es U17-es labdarúgó-világbajnokságot, ahol a FIFA JB bíróként foglalkoztatta.

###### 2001-es U17-es labdarúgó-világbajnokság
| Időpont              | Helyszín                      | Mérkőzés típusa              | Mérkőzés               | Eredmény | Nézők száma |
| -------------------- | ----------------------------- | ---------------------------- | ---------------------- | -------- | ----------- |
| 2001. szeptember 14. | Dwight Yorke Stadion, Bacolet | csoportmérkőzés (B. csoport) | Egyesült Államok–Japán | 0 – 1    | 7500        |
| 2001. szeptember 20. | Larry Gomes Stadion, Malabar  | csoportmérkőzés (D. csoport) | Costa Rica–Mali        | 0 – 2    | 4000        |

---
A világbajnoki döntőkhöz vezető úton Németországba a XVIII., a 2006-os labdarúgó-világbajnokságra, Dél-Afrikába a XIX., a 2010-es labdarúgó-világbajnokságra, valamint Brazíliába a XX., a 2014-es labdarúgó-világbajnokságra a FIFA JB játékvezetőként alkalmazta. Selejtező mérkőzéseket az Dél-amerikai Labdarúgó-szövetség (COMNEBOL) zónában vezetett.

##### 2006-os labdarúgó-világbajnokság

###### Selejtező mérkőzés
| Időpont              | Helyszín                       | Mérkőzés típusa       | Mérkőzés         | Eredmény | Nézők száma |
| -------------------- | ------------------------------ | --------------------- | ---------------- | -------- | ----------- |
| 2003. szeptember 10. | Hernando Siles Stadion, La Paz | előselejtező (2. kör) | Bolívia–Kolumbia | 4 – 0    | 23 200      |

##### 2010-es labdarúgó-világbajnokság

###### Selejtező mérkőzés
| Időpont           | Helyszín                               | Mérkőzés típusa        | Mérkőzés          | Eredmény | Nézők száma |
| ----------------- | -------------------------------------- | ---------------------- | ----------------- | -------- | ----------- |
| 2009. október 14. | Defensores del Chaco Stadion, Asunción | előselejtező (17. kör) | Paraguay–Kolumbia | 0 – 2    | 17 503      |

##### 2014-es labdarúgó-világbajnokság

###### Selejtező mérkőzés
| Időpont              | Helyszín                                       | Mérkőzés típusa        | Mérkőzés          | Eredmény | Nézők száma |
| -------------------- | ---------------------------------------------- | ---------------------- | ----------------- | -------- | ----------- |
| 2013. június 11.     | Polideportivo Cachamay Stadion, Ciudad Guayana | előselejtező (14. kör) | Venezuela–Uruguay | 0 – 1    | 36 294      |
| 2013. szeptember 10. | Hernando Siles Stadion, La Paz                 | előselejtező (16. kör) | Bolívia–Ecuador   | 1 – 1    | 12 043      |
| 2013. október 11.    | Olímpico Atahualpa Stadion, Barranquilla       | előselejtező (17. kör) | Kolumbia–Chile    | 3 – 3    | 40 388      |

#### Nemzetközi kupamérkőzések
Vezetett kupadöntők száma: 1.

##### Recopa Sudamericana
| Időpont          | Helyszín                       | Mérkőzés típusa        | Mérkőzés                             | Eredmény | Nézők száma |
| ---------------- | ------------------------------ | ---------------------- | ------------------------------------ | -------- | ----------- |
| 2013. július 17. | Estádio do Pacaembu, São Paulo | döntő második mérkőzés | SC Corinthians Paulista–São Paulo FC | 2 – 0    | 38 050      |

## Szakmai sikerek
A Brazil Labdarúgó-szövetség Játékvezető Bizottsága 2007-ben az Év Játékvezetője címmel ismerte el felkészültségét.